# Michal nad Žitavou
Michal nad Žitavou je obec na Slovensku, v okrese Nové Zámky v Nitranském kraji. První písemná zmínka pochází z roku 1158. Žije v něm 683 obyvatel. V obci stojí barokní římskokatolický kostel archanděla Michaela postavený v roce 1778. Kostel byl následně přestaven ve stylu rokoka. V obci se také nachází secesní zámek z roku 1902, knihovna, posilovna a fotbalové hřiště.

## Historie
První písemná zmínka o vesnici pochází z roku 1158. Nejdříve zde na prostorech, které patřily uherskému králi Gejzovi II. (ten je daroval nitranské kapitule), byla postavena kaple svatého Michala. Podle toho je také název.

## Přírodní poměry
Michal nad Žitavou leží v průměrné nadmořské výšce 134 metrů. Nejvýše položené místo je 227 metrů nad mořem. Přes obec protéká řeka Žitava. Je to malá řeka s kolísavým stavem vody, která má málo přítoků a abnormální zdroje vody. Na jaře a na podzim způsobovaly v obci povodně.
Okolní krajina je součástí alpsko-karpatské prohlubně z mezihorských pánví. Prostory kolem řeky Žitavy jsou typické postaluviální nivy s hojností minerálních sedimentů. Podle geologických průzkumů tyto prostory byly zality asi před milionem let starými mořskými vodami vnitrozemského moře a to nejprve takzvaného Tortonského a později Sarmatského moře.
Do správního území obce zasahují část přírodní památky Rieka Žitava a část přírodní rezervace Žitavský luh.

## Doprava
Obec má od roku 1894 železniční zastávku na železniční trati Nové Zámky – Zlaté Moravce. Přes obec vede silnice II. třídy na trase Uľany nad Žitavou – Vráble.

## Pamětihodnosti
- Dióšiovský zámeček
- Římskokatolický kostel sv. Michala archanděla (1778)